# Garaeus absona
Garaeus absona är en fjärilsart som beskrevs av Swinhoe 1889. Garaeus absona ingår i släktet Garaeus och familjen mätare. Inga underarter finns listade i Catalogue of Life.